# Economia de Nauru
L'economia de Nauru depèn de les exportacions de fosfat, actualment molt reduïdes. El 2005, una companyia australiana va signar un acord per explotar les últimes reserves. Els altres béns de consum han de ser importats, principalment d'Austràlia.

## Bancarrota de l'estat i desastre ecològic

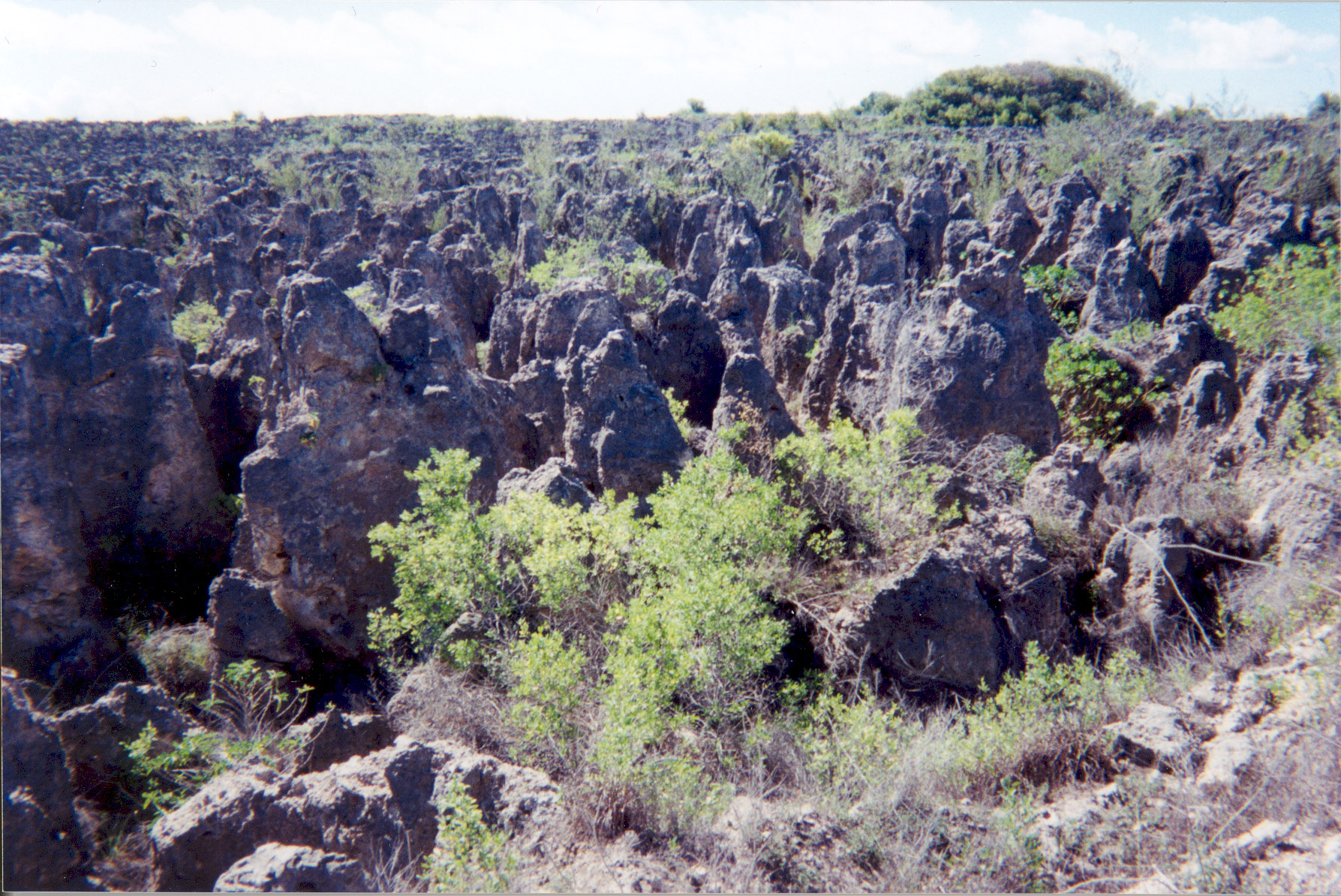
Catàstrofe ecològica a Nauru. Estat en que quedaren les terres, abans fèrtils, de l'illa, després de l'extracció de fosfats

Illa abans fèrtil, plena de plantacions de palmeres de coco i de taro, l'elit econòmica va trobar una font d'ingressos molt important en la mineria de fosfats, que va començar al segle xix.
La prosperitat provenia, principalment, de la gran quantitat de dipòsits de fosfats d'origen marítim que hi havia a l'illa. La majoria dels fosfats de Nauru, usats com a fertilitzant arreu del món, s'exportaven a Austràlia. Un cop exhaurits tots els fosfats, les zones on es varen extreure romanen com a zones degradades, plenes d'agulles calcàries, de molt difícil recuperació. Actualment Nauru s'encara a un futur incert: a la dècada de 1990 va provar d'aconseguir noves fonts d'ingressos postulant-se com a paradís fiscal, però es va haver de desestimar el juliol del 2004.
L'illa va obtenir la independència d'Austràlia el 1968. Arran de la bancarrota econòmica del 2003, l'illa va patir un període d'inestabilitat política amb sis canvis de govern en un any.
Segons Naomi Klein, Nauru és un exemple de país que dilapida els fons i degrada el mateix territori, després de seguir polítiques a curt termini sense visió de futur per al país i la societat, essent un clar exemple de l'anomenat capitalisme salvatge.